# 哈利波特：混血王子的背叛 (電影)
《哈利波特－混血王子的背叛》（英語：Harry Potter and the Half-Blood Prince）根據羅琳所寫的哈利波特系列的第六本改编。中國大陸、台灣、香港、日本等地區，都與美國同日(2009年7月15日)上映第六集電影。在美國在線網站的最令人期待暑假電影的選舉中，由二十八萬名網友共同參與，《哈利波特—混血王子的背叛》以得到百分之三十九的選票成為冠軍。
第五集電影的導演大衛·葉斯，繼續执导本集。演員有丹尼尔·拉德克利夫、 魯伯特·格林特、和艾瑪·瓦特森繼續飾演哈利波特、榮恩·衛斯理 和妙麗·格蘭傑。

## 概要
佛地魔進一步在麻瓜及巫師的世界中施展他的魔爪，而霍格華茲亦再也不安全。哈利懷疑學校中有佛地魔的內奸在作祟，但是鄧不利多則忙於讓他準備快將來臨的最後一戰。二人合力尋找打敗佛地魔的關鍵，而鄧不利多亦召集了他的舊戰友及同袍赫瑞司·史拉轟教授，相信他掌握著重要的線索。而同時，學生們則受到不同敵人的襲擊，在校院內引發起很大的怨憤。哈利發覺自己跟丁·湯瑪斯一樣，越來越被金妮吸引。榮恩則成為了文妲·布朗的對象，但是他卻誤吃了羅咪·凡的愛情巧克力而中了她的魔法，這些都讓妙麗心生妒忌，但她卻把自己的感覺藏於心中。校園中只有一人沒有被情所困，他專心致至地要成功揚名，縱然是投靠黑暗的勢力(馬份)......雖然愛情正在他們中間慢慢滋長，但是亦有著悲劇他們面前等候著......霍格華茲將不會再如從前一樣......。

## 演員
| 配音                  | 配音                          | 配音                | 配音     | 角色                                         |
| 演員                  | 台灣配音                      | 香港配音            | 大陸配音 | 角色                                         |
| --------------------- | ----------------------------- | ------------------- | -------- | -------------------------------------------- |
| 丹尼尔·拉德克利夫     | 樓晉洋                        | 張裕東              | 吴磊     | 哈利·波特（Harry Potter）                    |
| 魯伯特·葛林           | 張宇豪                        | 陳祖兒              | 沈达威   | 榮恩·衛斯理（Ron Weasley）                   |
| 艾瑪·華森             | 楊小黎                        | 林寶怡              | 黄莺     | 妙麗·格蘭傑（Hermione Granger）              |
| 邁可·坎邦             | 孫中台                        | 甄錦華              | 刘钦     | 阿不思·鄧不利多（Albus Dumbledore）          |
| 海伦娜·博纳姆·卡特    | 丘梅君                        | 郭碧珍              | 王建新   | 貝拉·雷斯壯（Bellatrix Lestrange）           |
| 吉姆·布勞德本特       | 佟紹宗                        |                     | 张欣     | 斯拉格霍恩（Horace Slughorn）                |
| 羅比·科特瑞恩         | 乾德門                        | 周偉強              | 程玉珠   | 魯霸·海格（Rubeus Hagrid）                   |
| 瓦里克·大維斯         | 孫中台                        |                     |          | 菲利乌斯·弗立维（Filius Flitwick）           |
| 汤姆·费尔顿           | 楊英立                        | 陳祖兒              | 翟巍     | 德拉科·马尔福（Draco Malfoy）                |
| 艾倫·瑞克曼           | 陳旭昇                        | 張錦程              | 刘风     | 賽佛勒斯·石內卜（Severus Snape）             |
| 瑪姬·史密芙           | 崔幗夫                        | 謝月美              |          | 米奈娃·麥（Minerva McGonagall）              |
| 蒂莫西·斯波           | 佟紹宗                        |                     |          | 彼得·佩迪魯（Peter Pettigrew）               |
| 大卫·休里斯           |                               | 高翰文              |          | 雷木思·路平（Remus Lupin）                   |
| 朱莉·懷特斯           | 呂佩玉                        |                     |          | 茉莉·衛斯理（Molly Weasley）                 |
| 馬克·威廉爾斯         | 陳進益                        | 李建良              |          | 亞瑟·衛斯理（Arthur Weasley）                |
| 海伦·麦克洛瑞         | 馮美麗                        |                     |          | 水仙·馬份（Narcissa Malfoy）                 |
| 娜塔莉·提娜           | 魏晶琦                        |                     |          | 小仙女·東施（Nymphadora Tonks）              |
| 邦妮·赖特             | 薛晴                          | 黃紫嫻              |          | 金妮·衛斯理（Ginny Weasley）                 |
| 詹士和奧利弗·菲力普斯 | 于正昇（喬治） 何志威（弗雷） | 陳旭恆（弗雷&喬治） |          | 弗雷和喬治·衛斯理（Fred and George Weasley） |
| 伊凡娜·林奇           |                               | 麥紫筠              | 叶露     | 露娜·羅古德（Luna Lovegood）                 |
| 埃菲爾·艾諾奇         |                               |                     |          | 迪安·托马斯（Dean Thomas）                   |
| 弗雷迪·史卓瑪         |                               | 陳仕文              | 桂楠     | 考迈克·麦克拉根（Cormac McLaggen）           |
| 傑西·卡夫             | 謝佼娟                        |                     |          | 拉文德·布朗（Lavender Brown）                |
| 喬治吉婭·雷歐達斯     | 傅其慧                        |                     |          | 凯蒂·贝尔（Katie Bell）                      |
| 馬修·路易斯           | 林美秀                        |                     | 桂楠     | 纳威·隆巴顿（Neville Longbottom）            |
| 梁佩詩                |                               |                     |          | 張秋（Cho Chang）                            |
| 安娜·沙弗爾           |                               |                     |          | 羅咪·凡（Romilda Vane）                      |

## 製作
第三部的導演艾方索·柯朗表示“希望他能有機會返回”。導演麥可·紐威放棄執導續集，且不再拍攝本系列電影。特里·吉列姆是羅琳《神秘的魔法石》的導演首選，然而當問他是否會考慮以後的電影導演，吉列姆說，“華納兄弟用掉他們唯一的機會，他們已錯失良機。”
大衛·葉特邀請作曲家尼古拉斯·霍珀執行電影配樂，他是第五集的配樂，亦是負責哈利波特官方網站的背景音樂，包含重新編曲約翰·威廉斯的代表作「霍格華茲主題曲」，也再現派崔克·杜爾製作的旋律。自第三部劇組人員原班人馬，服裝設計師傑尼·特明，視覺效果總監蒂姆·伯克，生物及化妝效果設計師尼克·杜德曼，和特效監製約翰·理查森。
哈利波特系列的製作設計史都·克雷格，從2007年2月開始著手拍攝企畫，包括拍攝的場景洞穴以及塔樓。奧斯卡入圍者布魯洛·丹布尼擔任本片攝影職位。大衛·葉特再次找來布魯洛拍攝本片，因他對於「角度的選擇，緊框的近景，畫面的步調......呈現良好豐富的層次。」導演提到《哈利波特－死神的聖物》的某些事件會影響到本片的劇本發展。

### 拍攝
經過幾星期的訓練，正式拍攝檔期訂在2007年9月24日開拍至2008年5月17日殺青。拍攝前曾討論，認為有可能會離開英國拍攝，有別於先前在當地拍攝的前五部電影。當地報導指出電影將會在紐西蘭開拍，因為那裡「更符合經濟成本和宜人的氣候」，加上缺乏蘇格蘭資金補助。愛爾蘭地方報導表示，電影製片和華納執行長來此實地勘景，特別在愛爾蘭倫斯特省和芒斯特省，因為他們「認為現已排除英國本島拍攝的可能性」，且「特別偏好於愛爾蘭，認為當地風景相似於英國，場景風貌也雷同於前幾部系列作。」劇組亦來到蘇格蘭的憤怒角（Cape Wrath，又稱拉斯角）作為電影裡的洞穴場景。拍攝期間回到蘇格蘭格倫科峽谷（Glen Coe）和格倫菲南（Glenfinnan），兩地皆是系列作的著名場景，舊地拍攝來呈現電影的延續性。
2007年10月6日整個禮拜，劇組攝影場景在蘇格蘭的威廉堡（Fort William）充滿霧氣環境拍攝霍格華茲列車。10月25日開始連續三夜每日從下午五點拍到凌晨五點，都在拉科克村裡和拉科克修道院（霍格華茲內部場景）進行拍攝。當地居民被要求窗外須覆蓋一層黑幕，場景報導證實是拍攝哈利和鄧不利多拜訪史拉轟教授的主要場景。2007年10月接續在蘇別頓（Surbiton）車站進行拍攝，2008年2月重回第一、二集電影的場景格洛斯特大教堂拍攝。並在3月來到倫敦的千禧橋拍攝開場災難場面。
雖然丹尼爾·雷德克里夫、邁可·坎邦和吉姆·布洛班特都在2007年9月後半開拍，其他演員通告皆在後面：魯伯特·葛林於2007年11月，艾瑪·華特森於2007年12月，艾倫·瑞克曼於2008年1月，且海倫娜·寶漢·卡特更於2008年2月才開始。

## 插曲
- J·K·羅琳瀏覽電影劇本後，發現鄧不利多年輕時台詞有關乎女孩部分，而後通知劇組表明鄧不利多實際上是同性戀，且與曾擊敗過的黑巫師蓋瑞·葛林戴華德有段戀情，羅琳隨後將此資訊公開且作為最後一集的宣傳手法之一。早先電影拍攝劇本，改寫鄧不利多被殺後哈利波特擁有他的魔杖，電影開拍前不久最後一集系列小說出版發行，驚覺鄧不利多的魔杖是個重要的關鍵，因此劇本又再度修改。
- 電影版本新增兩段小說沒有的場景：電影開頭食死人擊毀英國千禧橋和食死人襲擊洞穴屋。麻瓜橋攻擊事件小說裡在開頭有被康尼留斯·夫子提及到，並未詳細描述。鄧不利多從高塔墜落場面，讓艾倫·瑞克曼懷舊起過去他1988年演出電影《終極警探》裡，他的角色最後也是從高樓上墜落，瑞克曼覺得至少「這部電影角色是另一種結局」。

## 票房
2009年7月15日北美午夜共3003廳首映即達2220萬美元票房，創下史上最高午夜場票房紀錄。創下2008年《黑暗騎士》的1800萬美元紀錄，以及《星際大戰三部曲：西斯大帝的復仇》的1700萬美元。也打破同年《變形金剛：復仇之戰》午夜場首映票房1600萬美元票房紀錄。週三開始上映，周末票房打破7710萬美元票房紀錄，累積票房超過1億5900萬美元，全球收入2億3千萬美元。是第三部排在暑期檔的哈利波特系列電影，首部是2004年上映的就有9368萬美元，2007年更高達2億786萬美元。
台灣方面，最終全台票房新台幣2.06億元。
香港方面，首日票房為449萬港元，破了香港有史以來中西片於非假日開畫紀錄。IMAX 3D影院在開畫單日更錄得11萬港元票房，創下香港IMAX電影開畫最高票房紀錄。全球共有54個國家，84個地區與美國7月15日同步上映，拷貝數超過1萬5900支，全球五天票房超過3億9670萬美元，打破哈利波特系列電影最高記錄，以英國3240萬美元票房最高。
這輯電影確實比上一輯優勝，接連打破了當時在美國最大的午夜場次紀錄，顯示了在3,000間影院放映賺得22,200,000美元，並且是有史以來英國最大規模的星期三開畫日，1,305個影院中賺得7,600,000美元。《混血王子的背叛》共取得933,000,000美元的門票銷售，並於系列中獲得最多影評人正面評價的一齣電影，讚賞電影的故事、方向、攝影、視覺效果及音樂能使人有"情感上的滿足"。

## 外部連結
- 互联网电影数据库（IMDb）上《哈利波特－混血王子的背叛》的资料（英文）
- 爛番茄上《哈利波特：混血王子的背叛》的資料（英文）
- Box Office Mojo上《哈利波特：混血王子的背叛》的資料（英文）
- Metacritic上《哈利波特：混血王子的背叛》的資料（英文）
- AllMovie上《哈利波特：混血王子的背叛》的资料（英文）
- Yahoo奇摩電影上《哈利波特：混血王子的背叛》的資料（繁體中文）
- 開眼電影網上《哈利波特：混血王子的背叛》的資料（繁體中文）
- 时光网上《哈利波特：混血王子的背叛》的資料（简体中文）
- 豆瓣电影上《哈利波特：混血王子的背叛》的資料 （简体中文）